# 吉谷晃太朗
吉谷 晃太朗 （よしたに こうたろう、1976年4月30日 - ）は、日本の俳優・脚本家・演出家。

## 略歴
大阪府出身。同志社大学文学部卒業。
高校在学中より、劇団ひまわり大阪俳優養成所に入所。その後、大阪シナリオスクール、伊丹想流私塾を卒業し、男性演劇ユニット「Axle（アクサル）」（2012年にアクサルを離れ、中心メンバーで2013年から「Rooter（ルーター）」として活動中）に、脚本家、演出家、俳優として参加。主に人気漫画の舞台化で東京、大阪を中心に人気を博す。また、女性ショーグループ「CHARGE（チャージ）」の全作品を執筆。コント、アクション物、ミュージカルなど様々なジャンルをこなす。2021年4月16日より、「吉谷光太郎」から「吉谷晃太朗」に改名。

## 作品

### 舞台
2004年
- アクサル第3回公演『11人いる!』（原作：萩尾望都） - 演出・出演

2005年
- アクサル第4回公演『最遊記』（原作：峰倉かずや） - 演出・出演
- アクサル第5回公演『BANANA FISH』（原作：吉田秋生） - 脚本・演出・出演
- アクサル第6回公演『最遊記』（原作：峰倉かずや） - 脚本・演出・出演

2007年
- アクサル第7回公演『RAINBOW-二舎六房の七人-』（原作：安部穣二、柿崎正澄） - 脚本・演出・出演
- 『新撰組異聞PEACE MAKER』（原作：黒乃奈々絵） - 脚本・出演

2008年
- アクサル第8回公演『WILD ADAPTER』（原作：峰倉かずや） - 脚本・演出・出演
- アクサル第9回公演『11人いる!』（原作：萩尾望都） - 脚本・演出・出演

2009年
- ミュージカル『Yu-Gi』（主催：ホリプロ大阪） - 脚本・演出
- アクサル第10回公演『BANANA FISH』（原作：吉田秋生） - 脚本・演出・出演

2010年
- アクサル第11回公演『八犬伝』（原作：滝沢馬琴） - 脚本・演出・出演
- 『音楽劇 二宮尊徳』 - 脚本
- 『舞台 タンブリング』（主催：TBS/ドリマックス・テレビジョン/DHE） - 共同脚本

2011年
- 口悪お姫の泣き虫家来 - 演出
- アクサル第12回公演『贋作、宮本武蔵』 - 作・演出
- 舞台『蒼空時雨』（原作：メディアワークス文庫『蒼空時雨』著 / 綾崎 隼 アスキー・メディアワークス刊） - 脚本

2012年
- 舞台『逆境ナイン』（原作：島本和彦/小学館 サンデーGX） - 脚本・演出
- 龍馬がいっぱい - 演出
- アクサル第13回公演『三銃士〜仮面の男〜』 - 作・演出
- 舞台『吐息雪色』（原作：綾崎隼） - 脚本
- 舞台『BASARA』（原作 / 田村由美『BASARA』小学館刊） - 脚本・演出

2013年
- Rooter『魔界転生』 - 脚本・演出
- 舞台『ROBOTICS;NOTES』 - 脚本・演出
- 舞台『異聞天狼伝〜會津新撰組残党記〜』 - 脚本
- レトロゲームシアター『ミュージカル 忍者じゃじゃ丸くん』 - 脚本・演出
- Rooter the Live『七味のサムライII〜琉球編〜』 - 作・演出・出演
- Dance×Act Live『レターズ・カラーズ』 - 作・演出
- 人狼 ザ・ライブプレイングシアター - 演出（ - 2015年）

2014年
- 舞台『BASARA 第2章』（原作 / 田村由美『BASARA』小学館刊） - 脚本
- レトロゲームシアター『舞台 スペランカー』 - 脚本・演出
- Rooter×ASSH『雷ヶ丘に雪が降る』（作：まつだ壱岱） - 演出・出演
- ミュージカル 『AMNESIA』 - 演出
- Dance×Act Live Vol.2『RAIN』 - 作・演出
- レトロゲームシアター『ミュージカル 忍者じゃじゃ丸くん（再演）』 - 脚本・演出・出演
- ミュージカル 『AMNESIA re:again』 - 脚色・演出
- 吉本新喜劇特別公演『大坂の陣新喜劇〜『君臣豊楽』淀殿の見た夢〜』 - 演出
- 新感覚アトラクション公演『WAR→P！』演出
- 超歌劇『幕末Rock』 - 脚本・演出

2015年
- ミュージカル『ハートの国のアリス』 - 演出
- 舞台『戦国無双〜関ヶ原の章〜』 - 脚本・演出
- 超★超歌劇『幕末Rock』 - 脚本・演出
- 『恋するスイーツレシピ 〜君が恋に落ちた最初の瞬間〜』 - 演出
- 音楽劇『金色のコルダ Blue♪Sky First Stage』 - 脚本・演出
- プリンセス天功×辻本茂雄『NEWニューイリュージョン新喜劇 なんばグランド花月から大脱出せよ！』 - 総合演出
- 小林豊『恋するスイーツレシピ〜今宵、二度君は心を盗まれる〜』 - 脚本・演出
- ミュージカル『ヘタリア〜Singin' in the World〜』 - 演出

2016年
- ミュージカル『ハートの国のアリス〜The Best Revival〜』 - 演出
- ROOT FIVE STORYLIVE TOUR 2016『序』〜舞闘絵巻〜 - 芝居部分演出
- ミュージカル『ふしぎ遊戯〜朱ノ章〜』 - 脚本・演出
- 歌劇『明治東亰恋伽』 - 演出
- 舞台『戦国無双』〜四国遠征の章〜 - 演出
- 超歌劇『幕末Rock』黒船来航 - 演出・脚本 
- 音楽劇『金色のコルダ Blue♪Sky』 - 演出
  - Prelude of 至誠館
  - Second Stage

- ミュージカル『ヘタリア〜The Great World〜』 - 演出

2017年
- ミュージカル『スタミュ』 - 演出
- 舞台『男水！』  - 脚本・演出
- ミュージカル『ヘタリア～in the new world～』 - 演出
- 『王室教師ハイネ -THE MUSICAL-』演出
- 超歌劇 『幕末Rock』絶叫！熱狂！雷舞 - 構成

2018年
- ミュージカル『少女革命ウテナ ～白き薔薇のつぼみ～』 - 脚本・演出
- ミュージカル『ヘタリア』FINAL LIVE〜A World in the Universe〜 - 演出
- ミュージカル『Code:Realize 〜創世の姫君〜』 - 演出
- ミュージカル『スタミュ』-2ndシーズン-  - 演出
- 歌劇『明治東亰恋伽～月虹の婚約者～』 - 演出
- CHARGE LIVE VOL.25 『OUT』 - 脚本
- RE:VOLVER - 作・演出
- Royal Scandal～秘恋の歌姫［ディーヴァ］～ - 演出

2019年
- ミュージカル『封神演義-目覚めの刻-』 - 演出
- ミュージカル『スタミュ』スピンオフ『SHUFFLE REVUE』 - 総合演出
- 文豪とアルケミスト 余計者ノ挽歌（エレジー） - 演出
- 王室教師ハイネ THE MUSICAL II - 演出
- ミュージカル『スタミュ』スピンオフ team柊単独公演『Caribbean Groove』 - 演出
- 少女革命ウテナ～深く綻ぶ黒薔薇の～6 - 脚本・演出
- ミュージカル『スタミュ』-3rdシーズン8 - 演出
- 五右衛門マジック - プロデュース
- 文豪とアルケミスト 異端者ノ円舞（ワルツ） - 演出

2020年
- 舞台『カレイドスコープ-私を殺した人は無罪のまま-』  - 演出
- RE:CLAIM - 原案・脚本・演出※公演中止
- KING OF DANCE - 脚本・演出
- 舞台『GRIMM』 - 脚本・演出
- 文豪とアルケミスト 綴リ人ノ輪唱（カノン） - 演出
- ミュージカル『封神演義-開戦の前奏曲（プレリュード）-』 - 演出※10月25日17時の回のみ上演、他 全公演中止
- ミュージカル『スタミュ』スピンオフ team楪＆team漣 単独公演『Storytellers』 - 演出

2021年
- ミュージカル『地縛少年花子くん-The Musical-』  - 演出
- 音楽劇『キセキ -あの日のソビト-』 - 脚本・演出
- ミュージカル『ヘタリア～The world is wonderful～』 - 演出

2022年
- 舞台『BASARA』 - 脚本
- 舞台『文豪とアルケミスト 捻クレ者ノ独唱（アリア）』 - 演出
- ミュージカル『マギ』迷宮組曲（ダンジョンクミキョク） - 演出
- 舞台『文豪とアルケミスト 嘆キ人ノ廻旋（ロンド）』 - 演出
- エリオスライジングヒーローズ - 演出

2023年
- 舞台『文豪とアルケミスト 戯作者ノ奏鳴曲（ソナタ）』 - 演出
- ミュージカル『ヘタリア～The Fantastic World～』 - 演出
- ミュージカル『マギ』バルバッド狂騒曲 - 演出
- ミュージカル『ヴィンチェンツォ』 - 演出
- ミュージカル『コードギアス 反逆のルルーシュ 正道に准ずる騎士』 - 演出
- 音楽劇 秘密を持った少年たち - 演出

2024年
- 新ミュージカル『スタミュ』 - 演出

### テレビ番組・映画
- ドラマ『ヘブンズロック』（CX）脚本協力
- ぱすぽ☆主演映画『ハイテンション☆プリーズ』脚本
- KING OF DANCE（2020年4月、読売テレビ　他） - 脚本[51]

### 配信番組
- BACS TV 美男！イケメンガチンコバトル！（2011年10月 - 2012年12月、@TV） - 企画・構成・演出・ディレクター[72]
- キカクのタネ（2020年）[73][注釈 1]。

### その他
- 2003年 ラジオドラマ『アマポーラ』（MBS）脚本
- 2006年 携帯サイト『ボイスレコード』脚本

## WEB連載
- 連載コラム「吉谷晃太朗のマチソワタイム」（2021年1月 - ）[75]
- SPスピリッツ（2022年7月 - ） - 原案・原作[76][77]